# شيلا (مغنية)
شيلا (بالألمانية: Sheila)‏ هي مغنية ألمانية، ولدت في 1984 في دورتموند في ألمانيا.

## وصلات خارجية
- شيلا على موقع ميوزك برينز (الإنجليزية)
- شيلا على موقع ديسكوغز (الإنجليزية)